# Elecciones municipales de Guatemala de 1998
El domingo 7 de junio de 1998 se practicaron elecciones municipales en Guatemala en solo 30 municipios para elegir 30 alcaldes y corporaciones municipales.

## Antecedentes e Historia

### Elecciones de 1995
El TSE covocó a elecciones generales en 1995 para la elección de 300 corporaciones municipales, aunque participaron 330 en total y el número de alcaldes a elegir fue de 300.

#### Convocatoria a una nueva elección
El 10 de diciembre de 1997 se convocó a una nueva elección para elegir las 30 alcaldías restantes y que se celebraría el domingo 7 de junio de 1998.

##### Incidentes enChinautla
En Chinautla el mismo día de las elecciones se llevaron a cabo varios incidentes a lo largo del día debido a que no hubo participación por lo que se declaró la nulidez de la misma de parte de varios partidos políticos entre ellos la Unión del Centro Nacional y el Comité Cívico: La Tinaja declararon la nulidez de la misma, lo que solo 29 de 30 municipios pudieron declarar la validez de las elecciones y para Chinautla se repitieron el domingo 20 de septiembre del mismo año, dicha información fue dada el 30 de julio y finalmrnte los ciudadanos electos tomaron posesión el 28 de septiembre.

## Resultados Electorales
En esta tabla se muestra el número de candidatos postulados por partido político, comités o alianzas electorales. El total de candidaturas fue de 171 al igual que sus candidatos electos el cual fue de 30.
| Partidos | Partidos | Partidos                           | Candidatos | Alcaldes electos |
| -------- | -------- | ---------------------------------- | ---------- | ---------------- |
|          |          | Partido de Avanzada Nacional       | 29/30      | 23/30            |
|          |          | Comités Cívicos Electorales        | 19/30      | 1/30             |
|          |          | Democracia Cristiana Guatemalteca  | 10/30      | 3/30             |
|          |          | Frente Republicano Guatemalteco    | 28/30      | 2/30             |
|          |          | Partido Libertador Progresista     | 28/30      | 0/30             |
|          |          | Frente Democrático Nueva Guatemala | 24/30      | 1/30             |
|          |          | Unión del Centro Nacional          | 21/30      | 0/30             |
|          |          | Movimiento de Liberación Nacional  | 4/30       | 0/30             |
|          |          | Alianza Democrática                | 2/30       | 0/30             |
|          |          | Acción Reconciliadora Democrática  | 1/30       | 0/30             |
|          |          | Alianzas Electorales               | 3/30       | 1/30             |
| Total    | Total    | Total                              | 171/171    | 30/30            |